# Улудаг
Улудаг (тур. Uludağ) је планина у Турској која се налази у регији Мармара, у близини града Бурсе. Надморска висина планине је 2.543 m, што је уједно и највиши врх планине који је зове Кара Тепе. Дужина планине је 40 km и ширина између 15 и 20 km. Удаљена је 270 km од Истанбула одакле се види највиши врх планине. 

## Име
Име планине на турском језику значи велика планина. У употреби је и назив Кесисдаг што се преводи као планина монаха. Овај назив потиче из средњег века када је ова планина била место првог манастирског центра где су боравили монаси који су били против званичне религије Константинопоља. Име Улудаг планина је добила 1925. године. 

## Историја
Планина је позната још из античких времена када су је сматрали планином богова. Мит који се везује за планину јесте да су богови баш одатле посматрали битку за Троју. Верује се и да је Херакле овим просторима пролазио када је трагао за Хиласом. И након доласка османлија, планина задржава свој значај што потврђују остаци ране отоманске архитектуре који су сачувани. 

## Национални парк
Улудаг је један од националних паркова Турске. Познат је по много природних лепота, шума, а поседује и богату флору и фауну. Површину националног парка чини: 
- 71% под шумом
- 28% стеновите области
- 0,4% отвореног простора
- 0,8% насељеног простора[3]

Издваја се богата флора коју чине планинске и ендемске врсте биљака карактеристичне за Турску и планину Улудаг. На планини су пронађене 102 ендемске врсте, од којих су 32 ендемске врсте саме планине. Богату вегетацију узрокује положај између медитеранских и европско-сибирских биљних регија. То се уочава кроз присуство 63% елемената европско-сибирске и 31% елемената медитеранске врсте. Национални парк спада у једну од 122 важне биљне регије Турске и једно је од ретких места на којем може да се нађе велики број различитих биљних врста. 
Планину насељавају различите врсте медведа, којота, лисица, веверица, зечева, змија, сова, врабаца и голубова. Gypaetus Barbatus је једна од ендемских врста пронађених у Националном парку. На планини живи посебна ендемска врста лептирова Аполо. За Национални парк су веома корисни црвени шумски мрави који једну штетне инсекте из шуме. Планина је проглашена за једну од важних области са изузетном насељеношћу птица. 
На врху планине се налази 9 глацијалних језера која пресуше у току летњих месеци. Најважнија од њих су Карагол, Килимли језеро, Бузлу и Ајнали језеро.
Посебност Националног парка чини водопад Арас. Налази се на надморској висини од 1700 m и чини га стеновита област са много воде која пада са висине од 15 m. 

## Туризам
Улудаг је једна од најпосећенијих дестинација у Турској за време зиме. Зимска сезона траје од децембра до априла, а активности које се издвају су скијање и пешачење, као и авантуристички спортови. 
Једна од туристичких атракција је Гондола Бурса Улудаг (тур. Теleferik) која се налази у провинцији Бурса и спаја сам град Бурсу и планину Улудаг. Гондола је отворена 1963. године како би олакшала приступ до највећег скијашког центра у Турској. Стара линија је модернизована 2014. године када је почела са радом нова линија дужине 8,8 km са 4 станице. Дужина пута је око 25 минута, а свака кабина може да прими највише 8 путника. Прва станица линије креће из Бурсе са станице Теферућ, а до врха планине на којој се налази станица Курбага Каја, постоје још две станице Кадијајла и Саралан од којих свака има ресторан и продавнице.